# Elsbethen
Elsbethen ist eine Gemeinde im Salzburger Land im Bezirk Salzburg-Umgebung in Österreich mit 5435 Einwohnern (Stand 1. Jänner 2024).

## Geografie
Die Gemeinde liegt unmittelbar südlich an das Stadtgebiet der Landeshauptstadt Salzburg angrenzend im Flachgau im Salzburger Land. Teile des Gemeindegebietes sind infrastrukturell eng mit Salzburg verwachsen. Die Grenze im Westen bildet die Salzach in einer Höhe von 430 Meter über dem Meer. Nach Osten steigt das Gebiet zur Osterhorngruppe an. Zu den höchsten Erhebungen in Elsbethen zählen der Schwarzenberg (1334 m), die Gurlspitze (1158 m) und der Mühlstein (1059 m).
Die Gemeinde hat eine Fläche von 23,94 Quadratkilometer. Davon sind 30 Prozent landwirtschaftliche Nutzfläche und 59 Prozent sind bewaldet.

### Gemeindegliederung
Das Gemeindegebiet umfasst folgende neun Ortschaften (in Klammern Einwohnerzahl Stand 1. Jänner 2024):
- Elsbethen (2573)
- Gfalls (74)
- Glasenbach (1631)
- Haslach (453)
- Hinterwinkl (113)
- Höhenwald (68)
- Oberwinkl (143)
- Vorderfager (154)
- Zieglau (226)

Die Gemeinde besteht aus den Katastralgemeinden Aigen II, Elsbethen, Gaisberg II, Hinterwinkl-Aigen und Höhenwald.

### Nachbargemeinden
| Salzburg (Statutarstadt) |                                             | Koppl  |
|                          | Kompassrose, die auf Nachbargemeinden zeigt | Ebenau |
| Anif                     | Puch bei Hallein (Bez. Hallein)             |        |

## Geschichte
Das Zigeunerloch, eine breite Halbhöhle (Abri) unweit der Salzach, barg bedeutende Funde vom Mesolithikum bis zur Latènezeit.
Im Jahr 930 wurde Elsbethen als Campanuaua erstmals urkundlich erwähnt.
Das Camp Marcus W. Orr, etwas irreführend auch als Lager Glasenbach bezeichnet, war ein von der United States Army eingerichtetes österreichisches Internierungslager. Es befand sich nicht in Glasenbach, sondern linksufrig (westlich) der Salzach im Süden der Stadt Salzburg. Im Zuge der Entnazifizierung und der Reeducation wurden nach dem Zweiten Weltkrieg Angehörige nationalsozialistischer Organisationen und mutmaßliche Kriegsverbrecher im Camp Marcus W. Orr unter Arrest gestellt.

## Kultur und Sehenswürdigkeiten

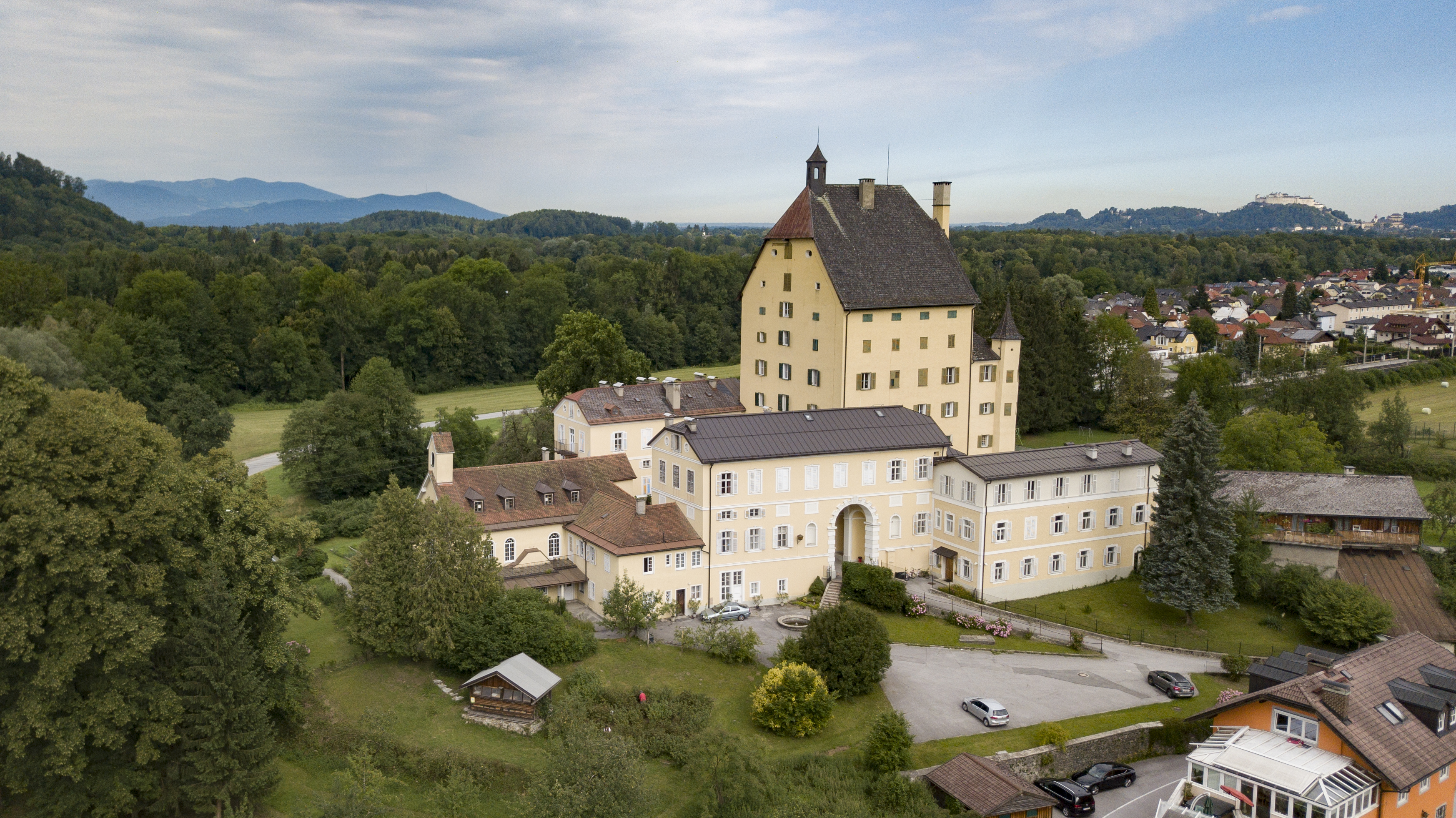
Schloss Goldenstein

### Bauwerke und Museen
- Schloss Goldenstein, das heute eine private Mittelschule beherbergt, die auch Romy Schneider besucht hat.
- Pfarrkirche zur Heiligen Elisabeth
- Das Heimatmuseum „Zum Pulvermacher“ gibt Einblick in die Geschichte Elsbethens. Auf drei Stockwerken kann man hier tausende Exponate, die von der Urzeit (Fossilien) bis heute reichen, betrachten. Die Schwerpunkte des Museums liegen bei der ehemaligen Pulverproduktion, die 1918 eingestellt wurde, bei der Geschichte und Naturgeschichte Elsbethens sowie bei der bäuerlichen Arbeitswelt früherer Jahre. Das Museum beinhaltet ebenfalls eine sogenannte „Dorfstraße“, die einen historischen Überblick über die ehemaligen, handwerklichen Betriebe in Elsbethen gibt. So kann dort ein Krämer, ein Uhrmacher, ein Schneider, der Pulvermacher, ein Keramiker, eine Buchbinderei sowie ein altes Klassenzimmer betrachtet werden.

### Naturdenkmäler

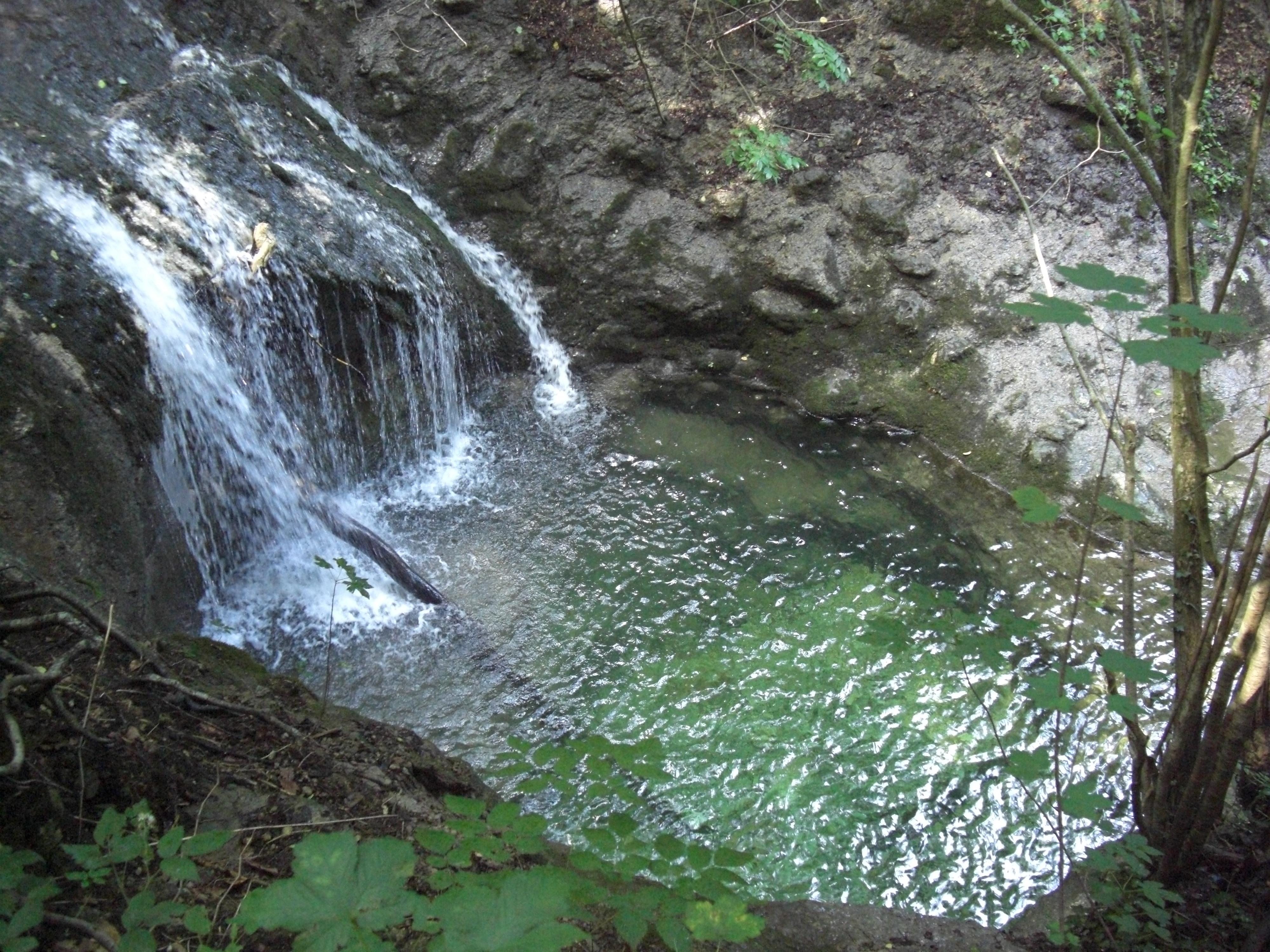
Stadlerkessel

Zu den bekanntesten Naturdenkmälern Elsbethens zählt die Glasenbachklamm. Sie ist Erholungsgebiet und beliebtes Wandergebiet bei den Bewohnern Elsbethens und Salzburgs. Bekannt ist die Glasenbachklamm für die fossilen Funde wie zum Beispiel des Fischsauriers, der im Haus der Natur ausgestellt ist. Eine weitere Besonderheit sind die durch den Gebirgsbach freigelegten 200 Millionen Jahre alten Felsformationen, die zurück in die Jurazeit des Erdmittelalters führen. Dadurch kann die Entstehungsgeschichte der Alpen vom einstigen Meeresboden bis zum heutigen Gebirge ausschnittsweise betrachtet werden.
Weitere Naturdenkmäler und ebenfalls beliebtes Wanderziel sind die Trockene Klamm und der Archstein im Süden der Gemeinde.
Naturdenkmäler die weniger als solche bekannt sind, ist die Linde beim Pulvermacher-Gütl in Glasenbach, der Akazienbaum beim Saliterer-Gut, die Holzhäusl Linde, die Linde beim alten Feuerwehrhaus, die Linde beim Reinberg-Gut, der Riesenahorn auf der Schwarzenbergalm in Gfalls sowie der Stadlerkessel, auch Strudelloch genannt.

## Wirtschaft und Infrastruktur

### Verkehr

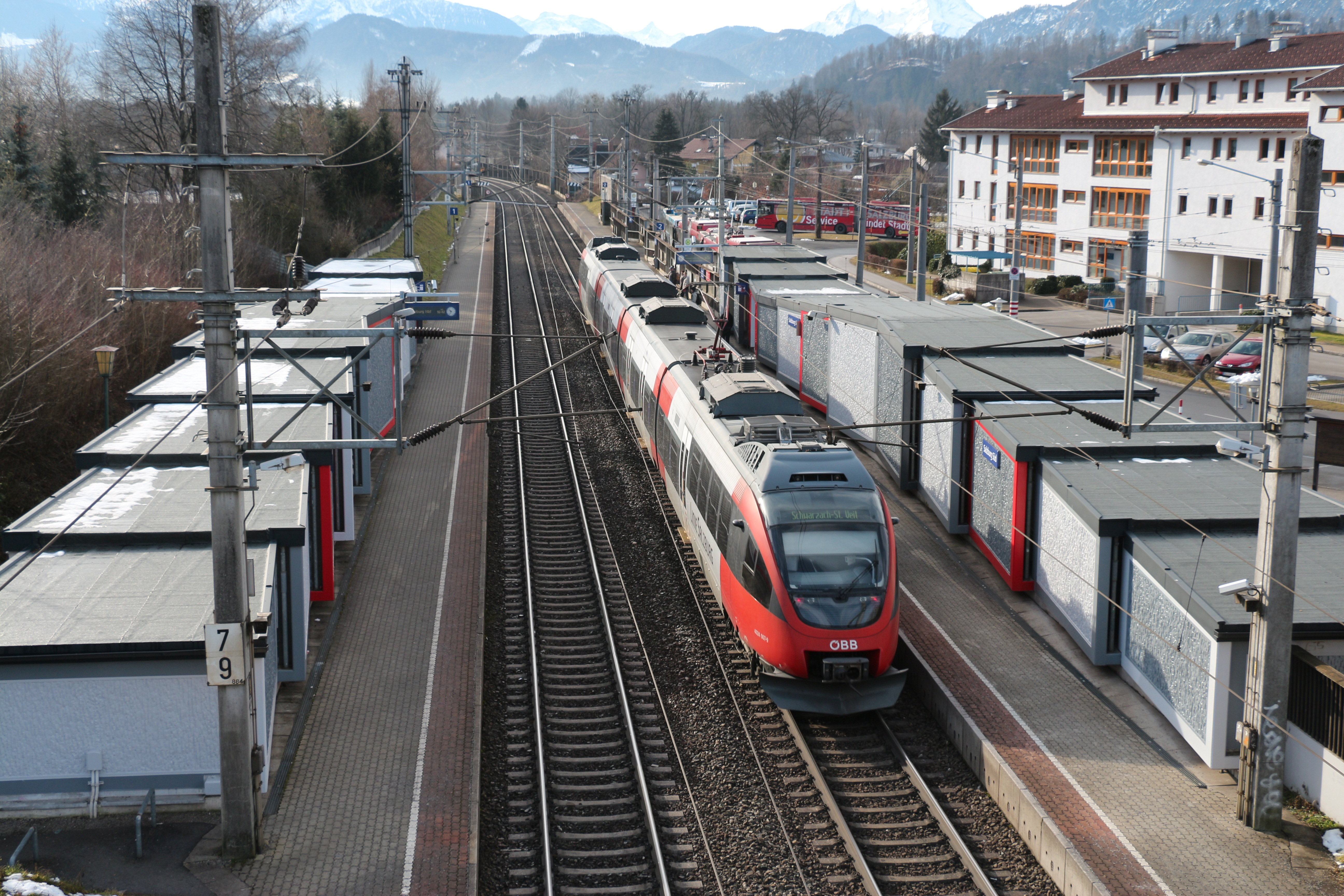
S-Bahn-Haltestelle Salzburg Süd

Elsbethen liegt an der Salzburg-Tiroler-Bahn. Im Gemeindegebiet befinden sich zwei Haltestellen: Elsbethen sowie die 1993 eröffnete Haltestelle Salzburg Süd im Ortsteil Glasenbach. Beide sind durch die Linie S3 der S-Bahn Salzburg im 30-Minuten-Takt an den Hauptbahnhof Salzburg angeschlossen. Salzburg Süd wird auch von Regionalzügen bedient und ist zugleich die Endhaltestelle der Salzburger Stadtbuslinien 3, 7 und 8.

### Bildung
In Elsbethen befindet sich ein Kindergarten, eine Volksschule, eine private Mittelschule der Augustinerinnen im Schloss Goldenstein, und das Gymnasium und Oberstufenrealgymnasium der Ursulinen, eigentlich schon in Salzburg.

### Sport
Die Sportanlage Elsbethen besitzt einen Fußballplatz, drei Tennisplätze, einen Beachvolleyballplatz sowie eine Asphaltbahn fürs Stockschießen.

## Politik

### Gemeinderat
| Gemeinderatswahl 2024Wahlbeteiligung: 69,8 % 50403020100 43,9 % (+0,4 %p)23,1 % (−4,6 %p)17,1 % (+5,6 %p)8,1 % (+1,4 %p)7,7 % (−3,0 %p) ÖVPWfESPÖFPÖULE20192024 |

Die Gemeindevertretung hat insgesamt 25 Mitglieder.
- Mit den Gemeindevertretungs- und Bürgermeisterwahlen in Salzburg 2004 hatte die Gemeindevertretung folgende Verteilung: 13 ÖVP, 7 SPÖ, 4 ULE – Unabhängige Liste Elsbethen, und 1 FPÖ.
- Mit den Gemeindevertretungs- und Bürgermeisterwahlen in Salzburg 2009 hatte die Gemeindevertretung folgende Verteilung: 14 ÖVP, 6 SPÖ, 3 ULE, und 2 FPÖ.[5]
- Mit den Gemeindevertretungs- und Bürgermeisterwahlen in Salzburg 2014 hatte die Gemeindevertretung folgende Verteilung: 13 ÖVP, 5 SPÖ, 4 ULE, und 3 FPÖ.[6]
- Mit den Gemeindevertretungs- und Bürgermeisterwahlen in Salzburg 2019 hatte die Gemeindevertretung folgende Verteilung: 12 ÖVP, 7 Wählergemeinschaft für Elsbethen (WfE), 3 SPÖ, 2 Unabhängige Liste Elsbethen (ULE), und 1 FPÖ.[7]
- Mit den Gemeindevertretungs- und Bürgermeisterwahlen in Salzburg 2024 hat die Gemeindevertretung folgende Verteilung: 11 ÖVP, 6 Wählergemeinschaft für Elsbethen (WfE), 4 SPÖ, 2 Unabhängige Liste Elsbethen (ULE) und 2 FPÖ.[8]

### Bürgermeister
- 1945–1948 Franz Reiter (ÖVP)[9]
- 1948–1959 Johann Herbst (ÖVP)[10]
- 1959–1969 Robert Pollak (ÖVP)[11]
- 1969–1989 Josef Tausch (ÖVP)[12]
- 1989–1994 Herbert Knapp (ÖVP)[13]
- 1994–2023 Franz Tiefenbacher (ÖVP)[14]
- 2023–2024 Sebastian Haslauer (ÖVP)[15]
- seit 2024 Matthias Herbst (ÖVP)[16]

### Wappen
Das Wappen der Gemeinde ist: „Einen Rot vor Gold gespaltenen Schild, darin zwei zueinander gekehrte, farbverwechselte halbe Steinböcke.“

## Persönlichkeiten

### Ehrenbürger der Gemeinde
- 1909 Josef Höfel, Gendarmeriewachtmeister
- 1913 Jakob Empl, Pfarrer in St. Jakob
- 1948 Franz Reiter, Bürgermeister
- 1951 Alexander Siber, Oberlehrer/Gemeindesekretär
- 1954 Karl Fruhstorfer, Bürgermeister
- 1957 Franz Fischer, Oberlehrer und Gemeindesekretär
- 1958 Anton Giger, Hofrat
- 1960 Johann Herbst, Bürgermeister
- 1961 Felix Ennemoser, Bausachverständiger
- 1990 Josef Tausch, Landesbeamter, Bürgermeister
- 2010 Herbert Knapp, Bürgermeister

### Söhne und Töchter der Gemeinde
- Johann Hirnsperger (* 1951), römisch-katholischer Theologe
- Hans Egger (* 1960), Geologe und Stratigraph
- Johannes Hübl (* 1960), Forstingenieur und Professor für Naturgefahren
- Jakob Auer OSB (* 1991), Erzabt von St. Peter

### Mit der Gemeinde verbundene Persönlichkeiten
- Wolfgang Haunsberger (1940–2018), Politiker (ÖVP) und Tischlermeister
- Roland Kerschbaum (* 1968), Geistlicher und Kunsthistoriker
- Josef Sampl (* 1948), Politiker (ÖVP) und Lehrer
- Jörg Wörther (1958–2020), Koch